# Ruffiac (Lot i Garonna)
Ruffiac – miejscowość i gmina we Francji, w regionie Nowa Akwitania, w departamencie Lot i Garonna.